# Paix Bouche
Paix Bouche ist ein Ort im Norden von Dominica. Die Gemeinde hatte im Jahr 2001 306 Einwohner. Paix Bouche liegt im Parish Saint Andrew.

## Geographische Lage
Paix Bouche liegt in einem steilen Gelände. Nordwestlich des Ortes liegt La Source.